# Cortodera bivittata
Cortodera bivittata là một loài bọ cánh cứng trong họ Cerambycidae.